# Suecia en los Juegos Olímpicos de Ámsterdam 1928
Suecia estuvo representada en los Juegos Olímpicos de Ámsterdam 1928 por un total de 100 deportistas que compitieron en 11 deportes.  
El portador de la bandera en la ceremonia de apertura fue el pentatleta Bo Lindman.

## Medallistas
El equipo olímpico sueco obtuvo las siguientes medallas:
| Nombre                                                                                 | Deporte            | Competición             |
| -------------------------------------------------------------------------------------- | ------------------ | ----------------------- |
| Oro                                                                                    |                    |                         |
| Erik Lundqvist                                                                         | Atletismo          | Jabalina M              |
| Rudolf Svensson                                                                        | Lucha grecorromana | +82,5 kg M              |
| Thure Sjöstedt                                                                         | Lucha libre        | 87 kg M                 |
| Johan Richthoff                                                                        | Lucha libre        | +87 kg M                |
| Arne Borg                                                                              | Natación           | 1500 m libre M          |
| Sven Thofelt                                                                           | Pentatlón moderno  | Individual M            |
| Sven Thorell                                                                           | Vela               | 12 ft M                 |
| Plata                                                                                  |                    |                         |
| Erik Byléhn                                                                            | Atletismo          | 800 m M                 |
| Ossian Skiöld                                                                          | Atletismo          | Martillo M              |
| Nils Ramm                                                                              | Boxeo              | Pesado (+79,4 kg) M     |
| Ragnar Olson (Günstling) Janne Lundblad (Blackmar) Carl Bonde (Ingo)                   | Hípica             | Doma por eqs.           |
| Eric Malmberg                                                                          | Lucha grecorromana | 62 kg M                 |
| Bo Lindman                                                                             | Pentatlón moderno  | Individual M            |
| Bronce                                                                                 |                    |                         |
| Edvin Wide                                                                             | Atletismo          | 5000 m M                |
| Edvin Wide                                                                             | Atletismo          | 10 000 m M              |
| Inga Gentzel                                                                           | Atletismo          | 800 m F                 |
| Ruth Svedberg                                                                          | Atletismo          | Disco F                 |
| Gunnar Berggren                                                                        | Boxeo              | Ligero (61,2 kg) M      |
| Gösta Carlsson                                                                         | Ciclismo en ruta   | Contrarreloj ind. M     |
| Gösta Carlsson Erik Jansson Georg Johnsson                                             | Ciclismo en ruta   | Contrarreloj por eqs. M |
| Ragnar Olson (Günstling)                                                               | Hípica             | Doma ind.               |
| Karl Hansen (Gerold) Carl Björnstjerna (Kornett) Ernst Hallberg (Loke)                 | Hípica             | Saltos por eqs.         |
| Arne Borg                                                                              | Natación           | 400 m libre M           |
| Lala Sjöquist                                                                          | Saltos             | Plataforma 10 m F       |
| Clarence Hammar Tore Holm Carl Sandblom John Sandblom Philip Sandblom Wilhelm Törsleff | Vela               | 8 Metre M               |